# دامیان هریس
دامیان دیوید هریس (انگلیسی: Damian David Harris؛ زادهٔ ۲ اوت ۱۹۵۸) کارگردان فیلم، فیلم‌نامه‌نویس و کارگردان تلویزیونی اهل انگلستان است. او بزرگ‌ترین پسر بازیگر، ریچارد هریس، و شخصیت اجتماعی، الیزابت ریس-ویلیامز است.
وی از سال ۱۹۸۹ میلادی تاکنون مشغول فعالیت بوده است.

## حرفه
در سال ۱۹۶۸، هریس با بازی در نقش مایلز در فیلم اوتلی برای اولین بار روی پرده سینما ظاهر شد. در سن ۱۶ سالگی، او همراه با برادرانش، جرد و جیمی، در آلبوم شعر و موسیقی پدرش به نام من، در عضویت روزهایم (به انگلیسی: I, in the membership of my days) حضور یافت. هریس در مدرسه داون‌ساید در سامرست انگلستان تحصیل کرد. بعدها او در دانشگاه نیویورک به تحصیل فیلمنامه‌نویسی پرداخت.
او کارگردانی را با فیلم‌های کوتاه زمان کشتن (به انگلیسی: Killing Time) (با بازی اریک استولتس) و دریاچه گریسی (به انگلیسی: Greasy Lake) آغاز کرد و سپس به ساخت فیلم‌های بلند روی آورد و با اقتباس از رمان مارتین ایمیس به نام اوراق راشل اولین فیلم بلند خود را کارگردانی کرد. او همچنین اپیزودهایی از چندین مجموعه تلویزیونی را کارگردانی کرده است.

## زندگی شخصی
هریس در ۲ اوت ۱۹۵۸ در لندن به دنیا آمد و بزرگ‌ترین پسر از سه پسر ریچارد هریس، بازیگر ایرلندی، و همسر اولش، الیزابت ریس-ویلیامز، بازیگر ولزی است. برادران او، جرد هریس و جیمی هریس، نیز بازیگر هستند.
در سال ۱۹۸۱، هریس با بازیگر بریتانیایی، آنابل بروکس، ازدواج کرد. آن‌ها صاحب یک فرزند به نام الا هستند. این زوج بعدها از یکدیگر جدا شدند. از سال ۱۹۹۷ تا زمان جدایی در سال ۲۰۰۲، هریس با مدل و بازیگر استرالیایی، پیتا ویلسون، زندگی کرد. آن‌ها صاحب یک فرزند هستند که در سال ۲۰۰۲ متولد شد.

## فیلم‌شناسی

### کارگردان
| سال  | فیلم          | توضیحات                                        |
| ---- | ------------- | ---------------------------------------------- |
| ۱۹۸۴ | اتلاف وقت     | کوتاه                                          |
| ۱۹۸۸ | دریاچهٔ گریسی  | کوتاه                                          |
| ۱۹۸۹ | اوراق راشل    | همچنین فیلم‌نامه‌نویس                            |
| ۱۹۹۱ | فریب‌خورده     |                                                |
| ۱۹۹۲ | ترس‌ها         | مجموعه تلویزیونی (۱ قسمت)؛ همچنین فیلم‌نامه‌نویس |
| ۱۹۹۵ | دوست ناباب    |                                                |
| ۱۹۹۶ | غریبه‌ها       | مجموعه تلویزیونی                               |
| ۱۹۹۸ | گناهان شهر    | مجموعه تلویزیونی (۲ قسمت)                      |
| ۲۰۰۰ | رحمت          | همچنین فیلم‌نامه‌نویس                            |
| ۲۰۰۸ | باغ‌های شب     | همچنین فیلم‌نامه‌نویس و تهیه‌کننده                |
| ۲۰۱۲ | به سوی ماه    | کوتاه                                          |
| ۲۰۱۷ | عروسی وایلد   | همچنین فیلم‌نامه‌نویس                            |
| ۲۰۲۳ | قهرمان تاریکی | همچنین فیلم‌نامه‌نویس                            |

### بازیگر
| سال  | فیلم  | نقش   | توضیحات |
| ---- | ----- | ----- | ------- |
| ۱۹۶۸ | اوتلی | مایلز |         |